# Théophile Gide
Théophile Gide (* 15. März 1822 in Paris; † 29. November 1890 ebenda) war ein französischer Genre- und Historienmaler.  
Théophile Gide erhielt ab dem Jahr 1840 seine künstlerische Ausbildung durch Paul Delaroche und Léon Cogniet und stellte im Jahr 1845 erstmals im Pariser Salon aus. 1866 wurde zum Ritter der Ehrenlegion ernannt. 
Er widmete sich vorzugsweise den Genreszenen des italienischen Volkslebens, das er in naturwahrer, sehr charakteristischer Weise zum Ausdruck zu bringen weiß, aber auch dem historischen Genre und dem Interieur. 

## Werke
- 1865: Die studierenden Mönche (Museum zu Alençon)
- 1866: Besuch des Papstes Pius IX. in einem Nonnenkloster
- 1866: Probe einer musikalischen Messe (Museum in Roubaix)
- 1875: Noch ein Glas!
- 1876: Karl IX., der den Befehl zur Niedermetzelung der Hugenotten unterschreiben muss
- 1876: Der Streit beim Spiel
- 1877: Das Innere der St. Markuskirche in Venedig
- 1877: Ludwig IX. von seinem Hofnarren beim Gebet überrascht
- 1878: Der junge Invalide
- ???: Der Empfehlungsbrief
- ???: Indiskretes Vertrauen
- ???: Schach spielende Mönche
- ???: Der verwundete Coligny wird von Karl IX. und seinem Gefolge besucht
- ???: Gallilée expliquant ses découvertes devant la Seigneurie de Venise, Öl auf Leinwand, 93 × 134 cm, Bordeaux, Musée des beaux-arts

| Personendaten    | Personendaten                           |
| ---------------- | --------------------------------------- |
| NAME             | Gide, Théophile                         |
| KURZBESCHREIBUNG | französischer Genre- und Historienmaler |
| GEBURTSDATUM     | 15. März 1822                           |
| GEBURTSORT       | Paris                                   |
| STERBEDATUM      | 29. November 1890                       |
| STERBEORT        | Paris                                   |